# Bilu

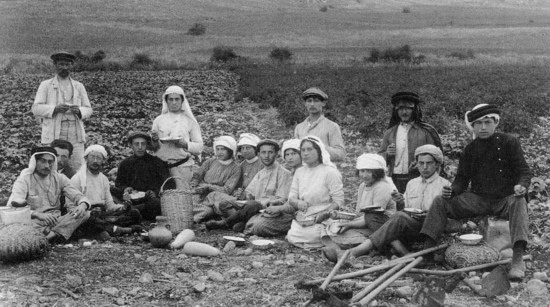
První alija: Biluisté s tradičními arabskými šátky

Bilu (hebrejsky: ביל"ו; akrostich vycházející z verše z Knihy Izajáš (2:5): בית יעקב לכו ונלכה, Bejt Ja'akov Lechu Ve-nelcha, v překladu „Dome Jákobův, nech nás vejít“) byla skupina mladých židovských idealistů, která se rozhodla převzít iniciativu při zřízení pevného záchytného bodu a obrodě židovského života v Erec Jisrael.

## Historie
Vlna pogromů v letech 1881–1884 a antisemitské Májové zákony z roku 1882 zavedené carem Alexandrem III. vyvolaly masovou emigraci Židů z Ruského impéria. Mezi lety 1880 a 1920 tak opustily Rusko více než 2 miliony Židů. Většina z nich emigrovala do Spojených států, avšak někteří z nich se rozhodli podniknout aliju.
První skupina Biluistů vznikla ze třiceti mladých mužů a žen v červenci 1882 v Charkově. Jednalo se o lidi pocházející ze středních vrstev, většinou s univerzitním vzděláním nebo alespoň s výučním listem. Během následujících schůzek se devatenáct mladých mužů rozhodlo zanechat studií a bezodkladně odjet do Palestiny. Zdrojem finanční podpory jim byl anglický mileanista Laurence Oliphant. Ten se snažil přesvědčit jak osmanskou tak britskou vládu o podpoře kolonizace Svaté země. Ani v jednom případě však nebyl úspěšný. Biluisté se domnívali, že Oliphantovo selhání je dočasné a tak pozdrželi výpravu a 17 z nich se přesunulo z Charkova do Oděsy. Tam se však po nějaké době dozvěděli, že Oliphantovy finanční zdroje byly vyčerpány a tak se nakonec 14 biluistů (13 mužů a 1 žena) na vlastní náklady vypravilo na cestu.
První zkušenosti získali v zemědělské škole Mikve Jisra'el. Tam však pracovali za velmi těžkých podmínek a jejich situaci nezlepšily ani nemoci, které se objevily v létě. Dalším problémem byla politika osmanské vlády, která omezila židovské přistěhovalectví a zakázala prodej půdy evropským Židům. Pomoc však přišla od dvou jeruzalémských Židů – Zalmana Levontina a Josefa Freiberg. Ti za vybrané peníze zakoupili pozemek o velikosti přibližně 40 hektarů, na kterém postavili první chatrče a osadu pojmenovali Rišon le-Cijon („První po Sijonu“). Po dvou měsících jim však došlo jídlo a peníze a biluisté spolu s ostatními se ocitli na hranici bídy. Pět členů biluistů poté vrátilo do Mikve Jisrael, šest se vrátilo zpátky do Ruska.
Josef Freiberg se obrátil s žádostí o pomoc na barona Edmonda de Rothschilda. Přestože Rothschildové do té doby odmítali finančně podporovat židovské průkopníky v Erec Jisrael, Edmond de Rotschild, pod příslibem anonymity, okamžitě Freibergovi poskytnul 30 000 franků na navrtání studně v Rišon le-Cijonu a přislíbil i následnou finanční pomoc. Mezi roky 1884–1900 vydal na pozemky, domy pro kolonisty, na vyučení, stroje, potraviny, vodní díla, ošetřovny, synagogy a starobince přes 6 milionů dolarů. De Rothschild najal francouzského agronoma, který vyučoval v Mikve Jisrael a také hodnotil a vybíral způsob obhospodařování půdy. V Rišon le-Cijonu tak byly následně vytvořeny vinice a tím byl položen základní kámen vinařství v Izraeli. Během podpory barona de Rothschilda bylo založeno mnoho zemědělských osad, jiné pak byly obnoveny (např. Petach Tikva). Jeho absolutistické chování v otázce rozhodování druhové skladby pěstovaných plodin nakonec přivedlo některé osadníky a také biluisty, k oddělení se.
Využili nabídky ruského Žida Jechiele Pinese, který za peníze Chovevej Cijon zakoupil půdu a rozloze cca 1 120 ha. Zde pak založili farmu Gedera („salaš“). Vzhledem k nedostatku financí, způsobeným odtržením se od de Rothschildových fondů byli nuceni zasít plodiny pro vlastní potřebu (pšenice, ječmen, čirok). Kvůli špatnému osetí však byli nakonec nuceni žít o ředkvích a bramborách. V důsledku zesláblosti pak nebyli svou půdu schopni bránit před Araby, kteří na ní začali pást svá stáda.
G'deru nakonec zachránil baron Rothschild. Biluisté v ní však již nebyli, protože zde nemohli provést svou myšlenku družstevní komunity. Farmu nakonec všichni biluisté opustili, někteří se vrátili do Evropy, jiní odešli do měst.